# Siège de Kojinyama
Avec le siège de Kojinyama de 1544 à la fin de l'époque Sengoku de l'histoire du Japon, Takeda Shingen poursuit son invasion de la vallée d'Ima dans la province de Shinano et s'empare de la forteresse de Kojinyama occupée par la famille Tozawa.

## Source de la traduction
- (en) Cet article est partiellement ou en totalité issu de l’article de Wikipédia en anglais intitulé « Siege of Kojinyama » (voir la liste des auteurs).